# ミャウウー
ミャウウー（ビルマ語: မြောက်‌ဦး）は、ミャンマーのラカイン州北部にある考古学的に重要な町である。また、Mrauk-U地区のサブ地域であるMrauk-U Townshipの中心でもある。1430年から1785年まで、アラカン王国の首都であった。

## 地理
カラダン川の東11 km（6.8 mi）に位置し、その小支流のほとりにある。町は、カラダンの沖積平野の東側にあるラキン・ヨマの小さな露頭に位置している。周辺の田園地帯は丘陵地帯であるが、湿地帯、マングローブ林、湖沼が多く含まれている。

## 気候
ラカイン州の多くの地域と同様に、沿岸の熱帯モンスーン雨林気候地域に位置している。町は南西モンスーンから年間1,200ミリ（47インチ）以上の雨を受け、ミャンマーで最も雨の多い地域の一つとなっている。 モンスーンの季節は通常5月下旬に始まり、10月中旬までに終了する。
熱帯地域に位置しているが、北東モンスーンが降ると気温が低くなり穏やかになる。10月中旬から3月中旬までの冷涼な時期には、気温が13℃まで下がることもある。
2011年7月19日の降雨量はほぼ24センチ（9.4インチ）で、33年間で最も高かった。2011年7月には、豪雨が続いたため、洪水があった。

## 観光
今日、ミャウウーは主要なミャンマーの観光地である。 主な見所は、町の周辺にある寺院や遺跡である。メインの宮殿の遺跡は、街の中心部を形成している。ミャウウーへの観光客の移動手段としては、ヤンゴンから国内線でシットウェに向かい、シットウェからカラダン川を川登りする船に乗るのが最も一般的な方法。ミャウウーのホテルで、シットウェとの間のプライベートボートサービスを手配しているところもある。
ミャウウーは、近年観光地になったばかりで、観光産業の成長が著しい。

## ギャラリー

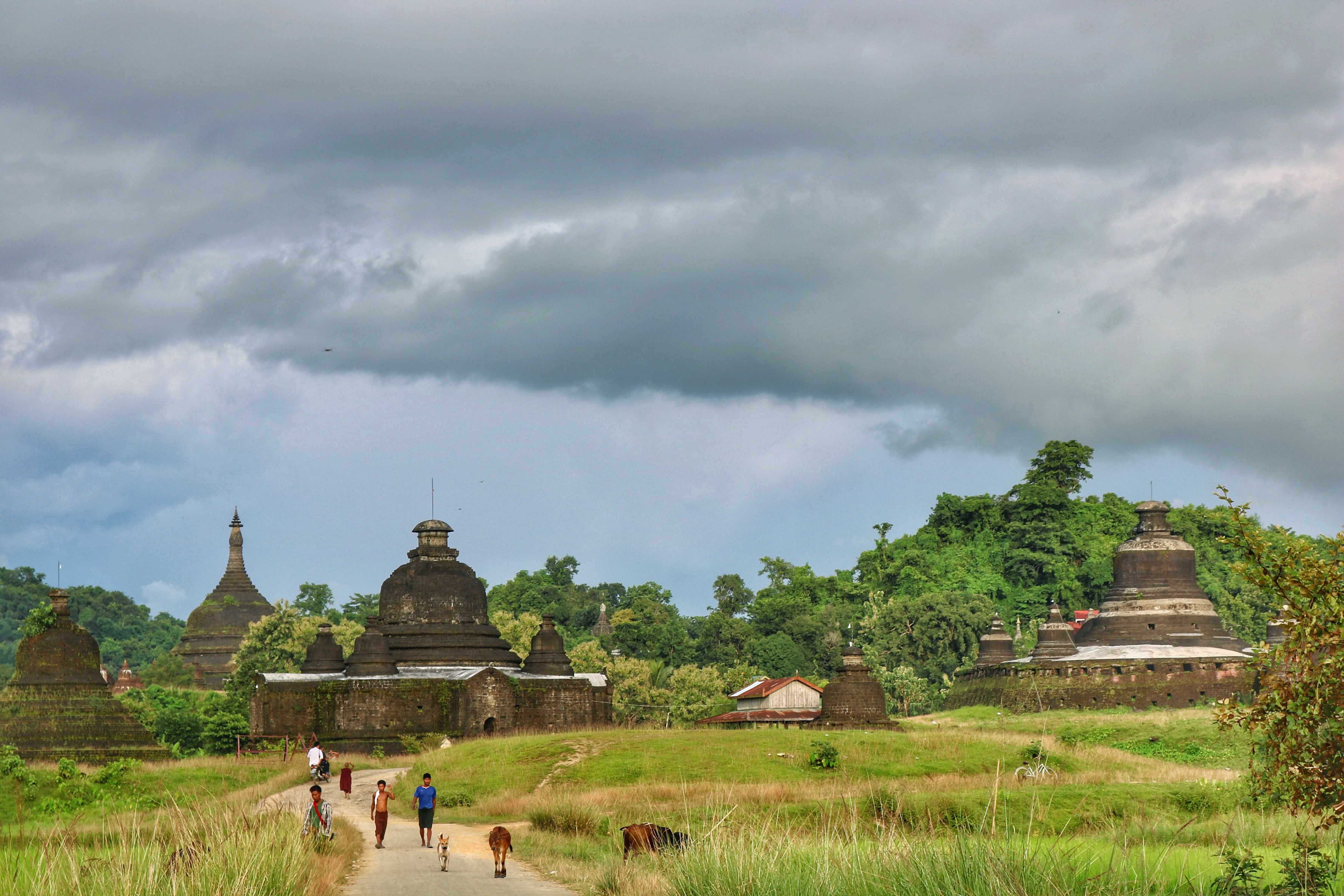
Mrauk U Landscape
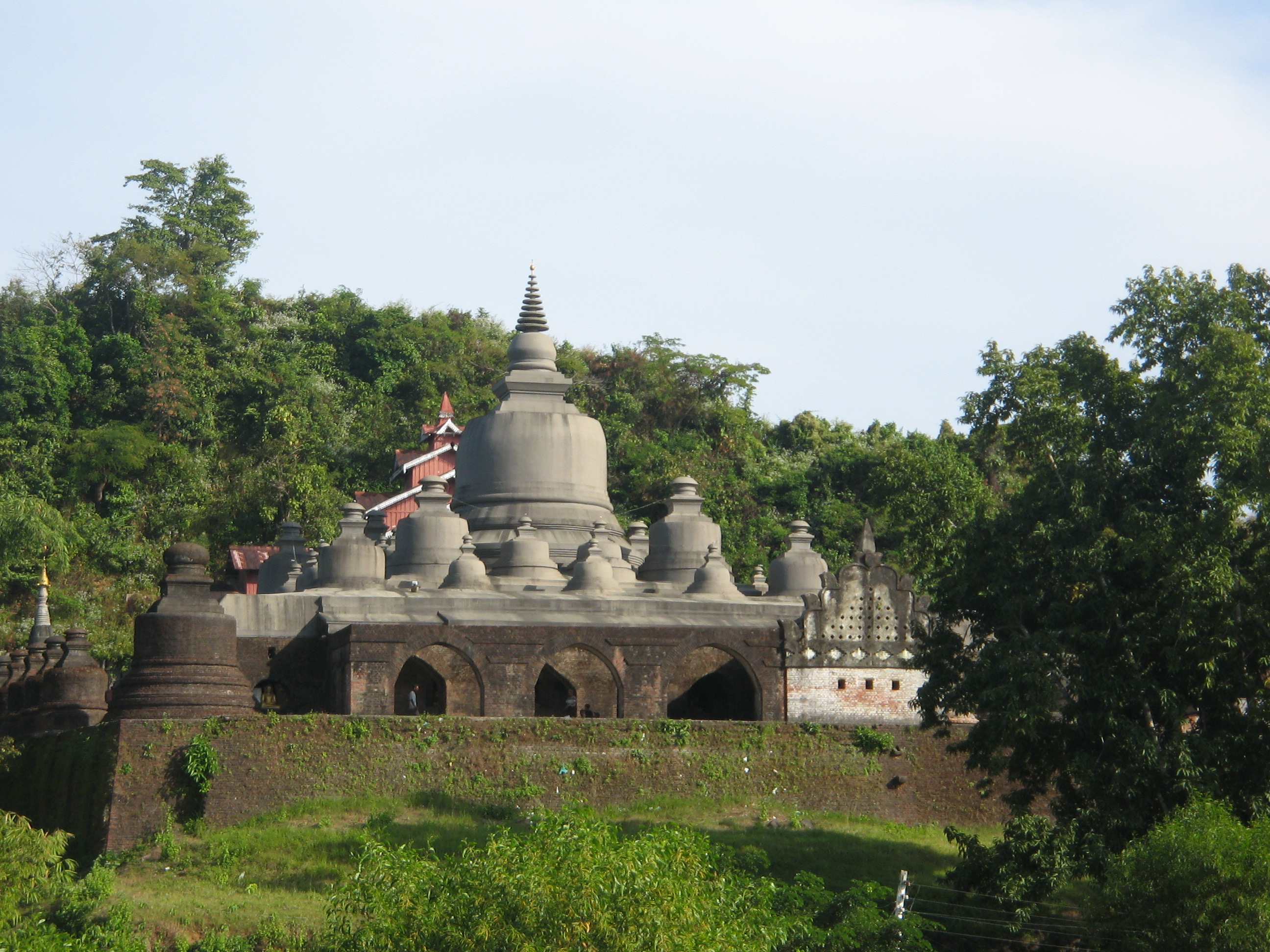
Shite-thaung Temple
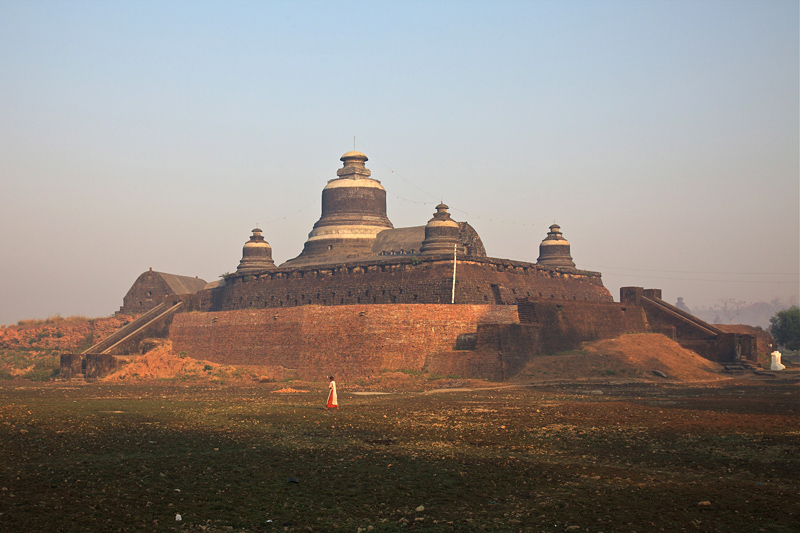
Htukkanthein Temple
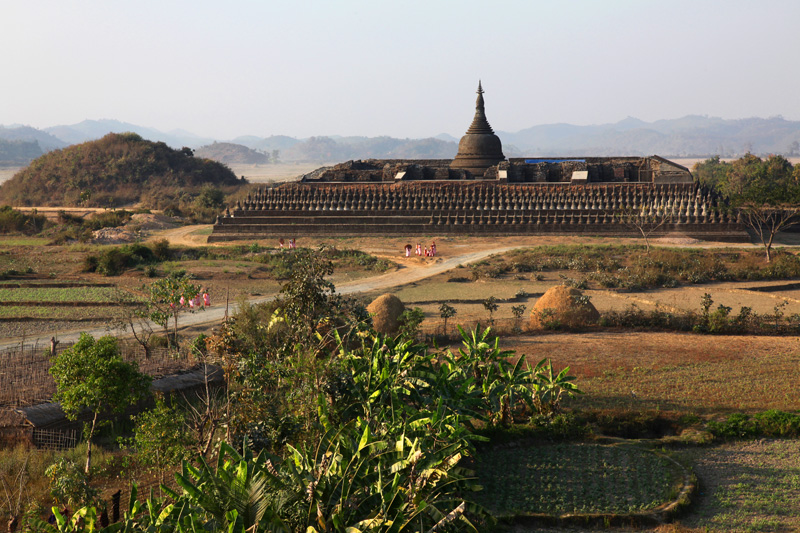
Koe-thaung Temple
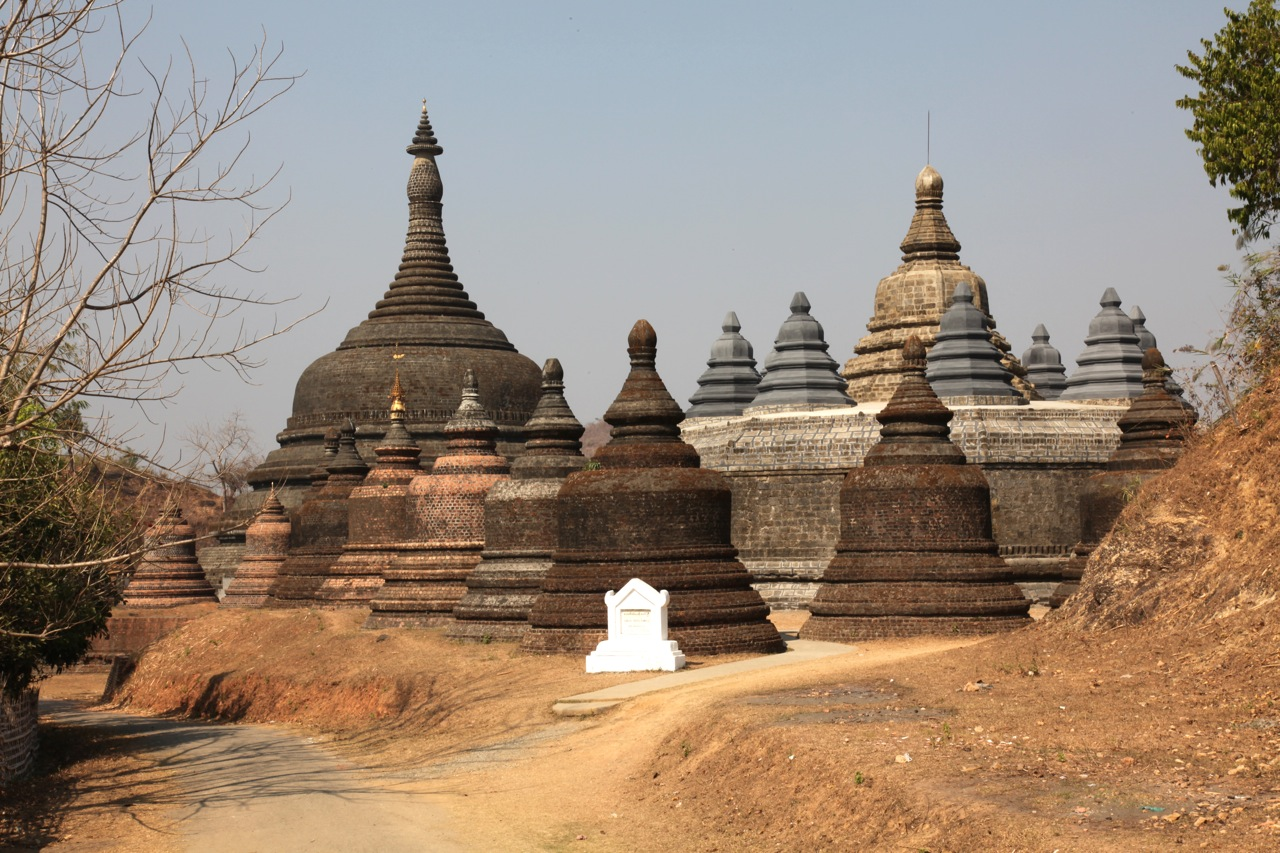
Andaw-thein Ordination Hall
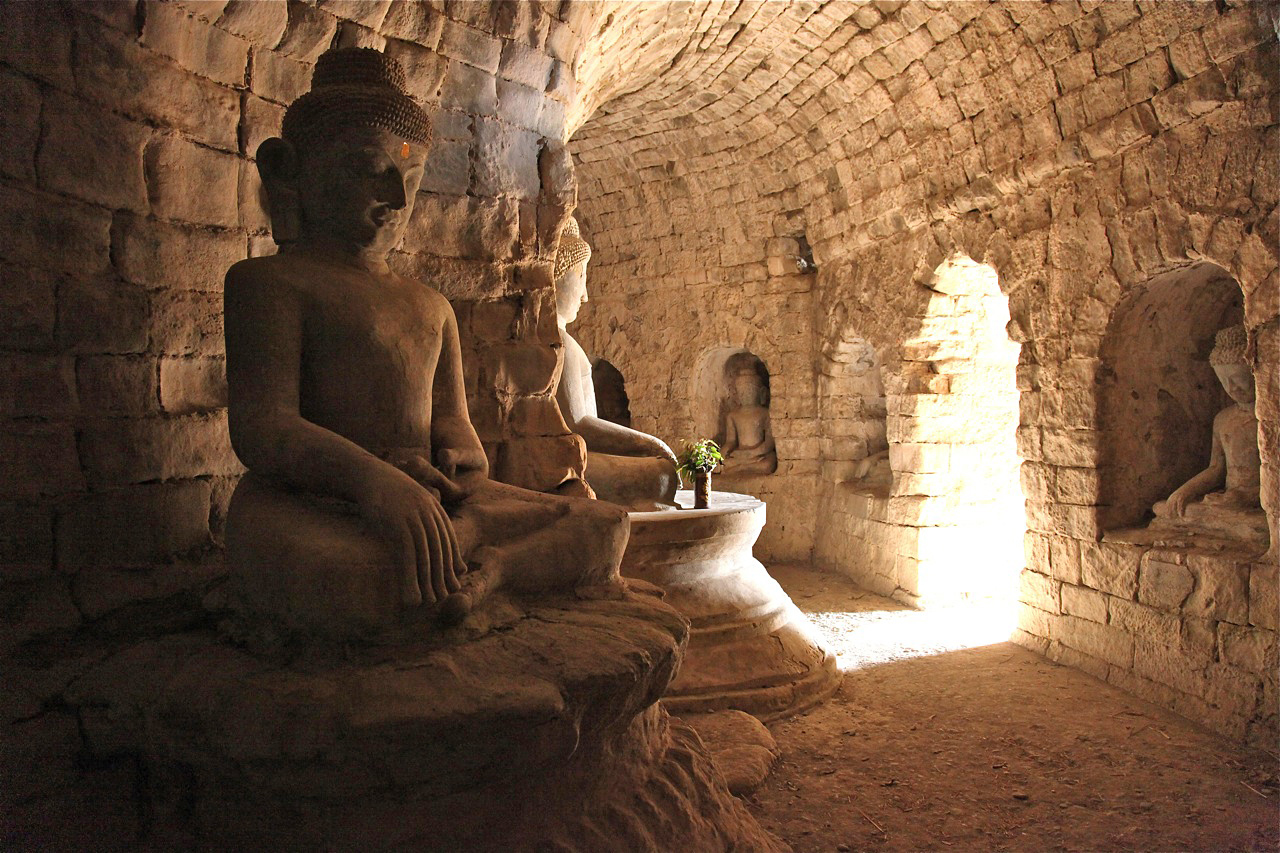
Le-myet-hna Temple
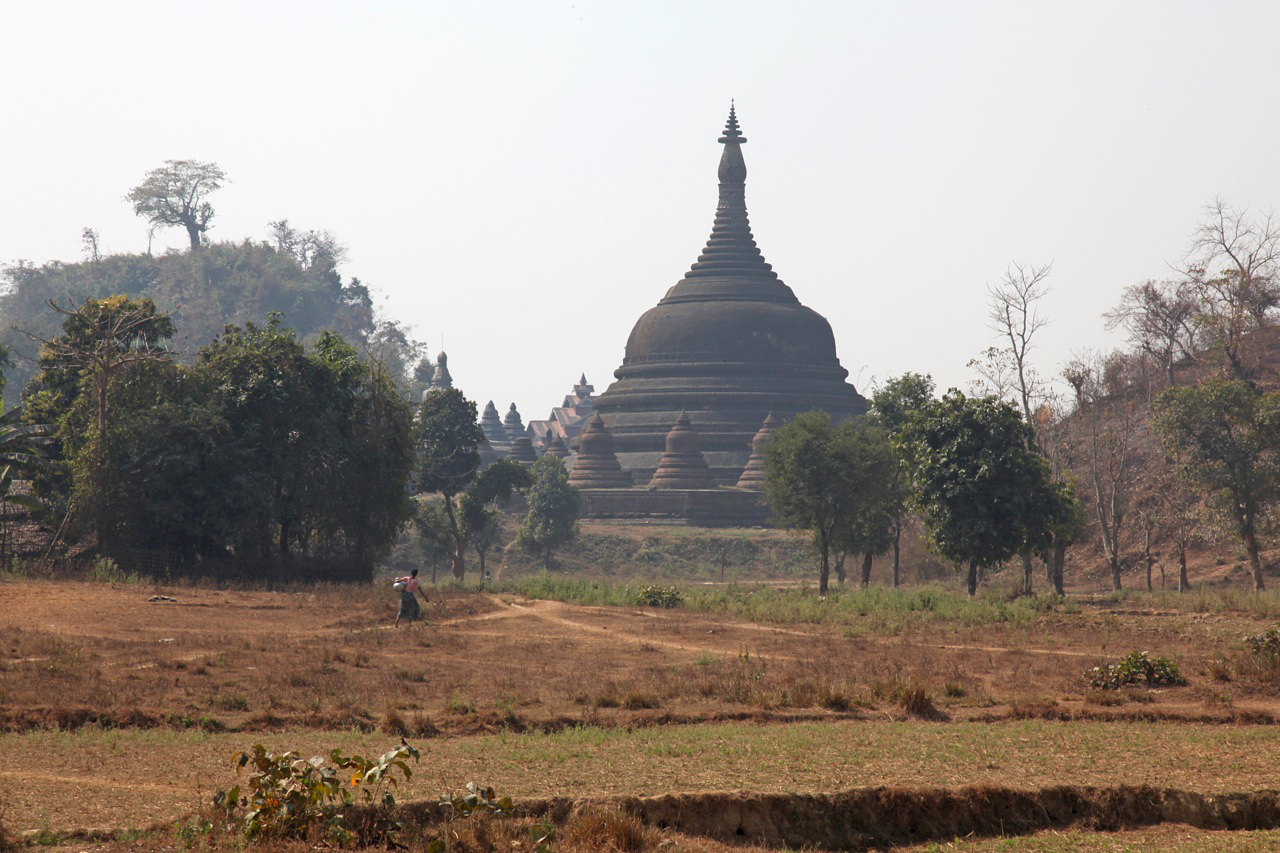
Ratana-pon
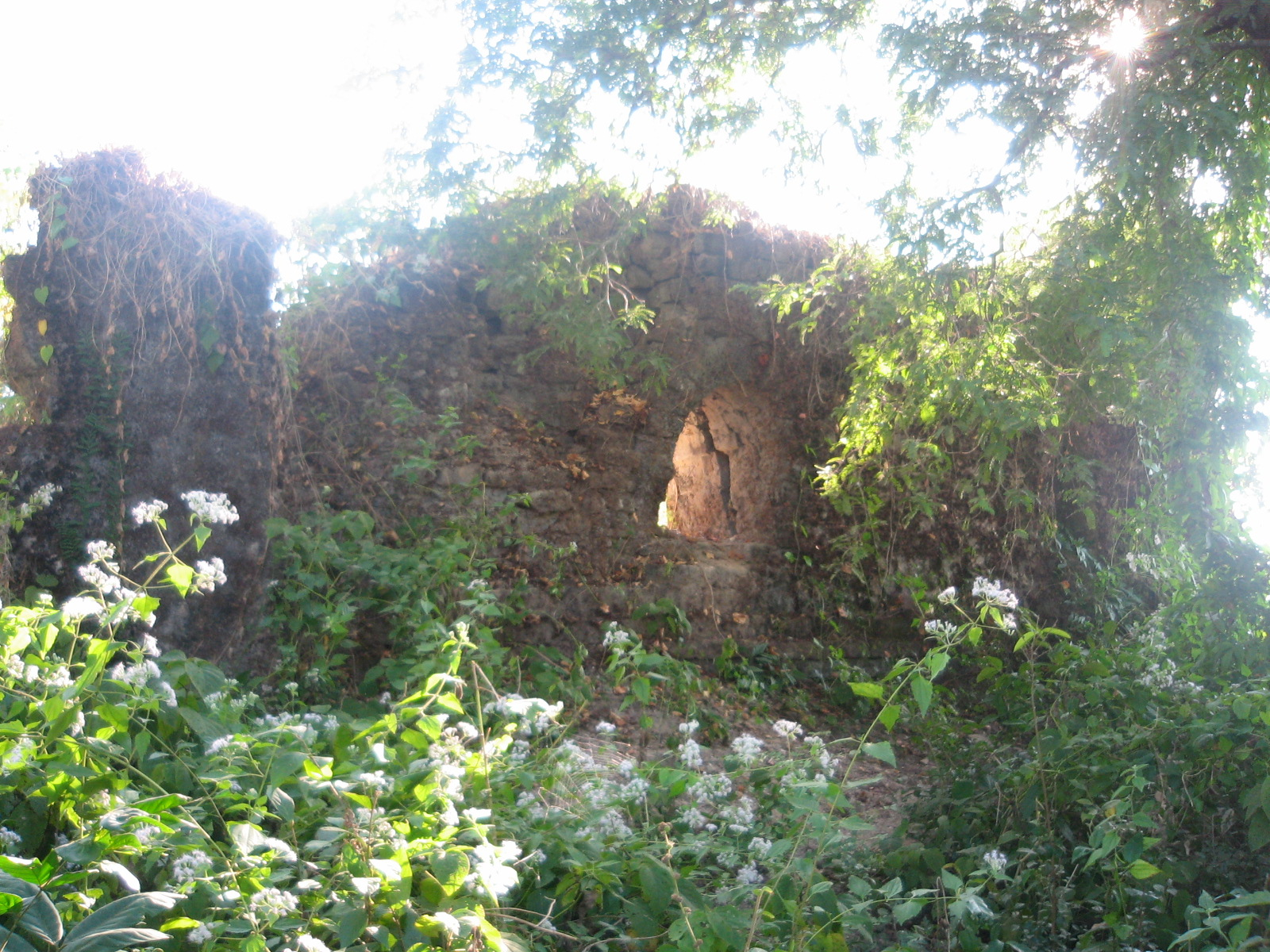
Ruins of Portuguese Trade Office